# Chaville
Chaville es una comuna francesa situada en el departamento de Altos del Sena, en la región de sla de Francia. Tiene una población estimada, en 2019, de 20 771 habitantes.

## Ciudadanos ilustres
- Marcel Schwob, escritor nacido en 1867

## Residentes célebres
- Peter Handke, escritor austriaco

## Demografía
| 537 | 537 | 650 | 794 | 1385 | 1526 | 1562 | 1770 | 1806 | 1822 | 2330 | 2543 | 2310 | 2361 | 2564 | 2924 | 2842 | 3028 | 3633 | 3758 | 4321 | 6465 | 8727 | 10 948 | 12 474 | 13 226 | 14 508 | 16 787 | 17 476 | 19 086 | 17 914 | 17 784 | 17 966 | 18 576 | 20 702 |
| Para los censos de 1962 a 1999 la población legal corresponde a la población sin duplicidades (Fuente: INSEE [Consultar]) |     |     |     |      |      |      |      |      |      |      |      |      |      |      |      |      |      |      |      |      |      |      |        |        |        |        |        |        |        |        |        |        |        |        |